# Здание банка Миньшен
Здание банка Миньшен (Minsheng Bank Building, 武汉民生银行大厦) — сверхвысокий офисный небоскрёб, расположенный в китайском городе Ухань, на берегу небольшого озера. Построен в 2008 году в стиле постмодернизма, на начало 2020 года являлся вторым по высоте зданием города, 42-м по высоте зданием Китая, 51-м — Азии и 86-м — мира. 
Здание банка Миньшен (331 м) имеет 68 наземных и 3 подземных этажа, площадь башни — 110 000 м². Крупнейшим арендатором офисных помещений является пекинский China Minsheng Banking Corporation, остальные площади заняты под гостиничные номера, конференц-залы, заведения общественного питания и автомобильный паркинг, в верхней части расположена смотровая площадка. Проект небоскрёба разработал Уханьский архитектурный институт. 